# المنافسة الوطنية المشتركة
يعتبر الاختبار الوطني المشترك للقبول في المدارس العليا للهندسة (CNC) امتحانًا مغربيًا يُنظم سنويًا في شهر مايو لطلاب السنة الثانية من الفصول التحضيرية، والتي تعرف بشكل شائع بـ "Maths Spé" (الرياضيات المتخصصة)، وذلك للقبول في المدارس العليا للهندسة في المغرب أو المدارس المشابهة. يتم إجراء الاختبارات على مدار أسبوع في مراكز الفصول التحضيرية المختلفة في البلاد للمرشحين المسجلين في المغرب، بالإضافة إلى مركز دولي في فرنسا - باريس - للمرشحين الأجانب أو المغاربة المقيمين في فرنسا أو في دول أخرى.

## تاريخ
بدأ تاريخ CNC في عام 1986 بعد قرار المدارس الهندسية الكبرى في المغرب بتجنيد السنتين الإعداديتين، وتنظيم امتحان واحد للاندماج بنظام يستغرق 3 سنوات لدورة الهندسة الحكومية في هذه المدارس. وبالتالي، أصبح برنامج الفصول الإعدادية مشتركًا وموحدًا.
أول مراكز الفصول التحضيرية في المغرب كانت في ثانوية مولاي يوسف في الرباط، وثانوية محمد الخامس في الدار البيضاء، وثانوية عمر ابن الخطاب في مكناس، وثانوية مولاي إدريس في فاس. يوجد في البلاد أكثر من 27 مركزًا للفصول التحضيرية الحكومية في المدن الرئيسية في المملكة، بالإضافة إلى مركزين عسكريين خاصين في المدرسة الملكية للطيران (مراكش) والمدرسة الملكية للبحرية (الدار البيضاء)، حيث يتم دمج هذا النظام أيضًا في مناهجهما.
يتمتع هذا الاختبار بسمعة عالية نظرًا لوتيرته ومستوى برنامج الفصول التحضيرية العالي، ويُعتبر أصعب امتحان علمي وتقني في المغرب. ويحظى CNC أيضًا بسمعة دولية، حيث تُنشر تساؤلات امتحاناته سنويًا في المجلات الخاصة بالامتحانات الدولية للالتحاق بالمدارس العليا.

## عرض
الاختبار الوطني المشترك مفتوحة للطلاب الذين أكملوا بانتظام 1 2 سنة من الفصول التحضيرية الوطنية أو الأجنبية ، العامة أو الخاصة، في 4 تيارات علمية وتكنولوجية التالية :
- MP (رياضيات ، فيزياء) ،
- PSI (الفيزياء والعلوم الهندسية) ،
- TSI (التكنولوجيا والعلوم الصناعية) ،
- BCPST (علم الأحياء والكيمياء والفيزياء وعلوم الأرض) (تم سحبه في 2013).

يتضمن الاختبار الوطني المشترك اختبارات كتابية مشتركة يتم في نهايتها قبول القبول العام. يمكن لهيئة المحلفين إعلان عدد معين من المرشحين المعتمدين على Grand الذين سيتم إعفاؤهم من اختبارات القبول. يمكن للجنة التحكيم أيضًا أن تعلن عن قائمة المرشحين المقبولين مع الإعفاء من الامتحان الشفوي بترتيب الجدارة بالإضافة إلى المرشحين المعتمدين . يجب أن يجتاز المرشحون الذين تم قبولهم والذين لم يتم إعفاؤهم من الاختبارات الشفوية اختبارات القبول المشتركة (الشفوية). أولئك الذين لا يحضرون لواحد أو أكثر من اختبارات المنافسة يتم استبعادهم من المنافسة ولن يتم تصنيفهم.

## دروس تحضيرية بالمغرب
الفصول التحضيرية لمدرسة Grandes Ecoles (CPGE) هي دورات للتعليم العالي تقع عمومًا في المدارس الثانوية. يُطلق عليها عادةً فصول تحضيرية أو تحضيرية ، وفي الغالب عامة ، يختارون في الملف والتوصيات بعد البكالوريا ويُعدون الطلاب في غضون عامين لامتحانات القبول في كليات إدارة أعمال معينة (دورات تحضيرية تجارية) ، وبعض كليات الهندسة. (الاستعدادات العلمية) ). . .
الغرض من الفصول التحضيرية للمدارس الكبرى هو زيادة مستوى معرفة حاملي البكالوريا في مختلف المجالات التخصصية لجعلهم مناسبين للتدريب في المدرسة الكبرى في القطاعات الأدبية والاقتصادية والتجارية والعلمية. ينقسم كل مسار إلى مسارات.
لكل دورة دراسية ، يتم تحديد برنامج دراسة وطني بمرسوم ، بعد التطوير بالشراكة مع Grandes Ecoles .
يتم تقييم هذه المعرفة من خلال المسابقات التي تنظمها Grandes Ecoles.
يمكن للطلاب الذين ، في نهاية هذه الدورات ، لا يلتحقون بالمدرسة الكبرى ، مواصلة دراستهم في الجامعة.

## قائمة المدارس المشاركة في CNC
تشمل هذه الفئة المدارس الهندسية المغربية العظيمة (بما في ذلك مدرستان عسكريتان وواحدة شبه عسكرية) المشاركة في CNC التي تنظمها كل عام مديرية التدريب التنفيذي (DFC) وترأسها - بدورها - إحدى هذه المدارس :
(الفصول التمهيدية في المدارس العسكرية داخلية ، وكليات الهندسة الخاصة بها تقوم فقط بتجنيد المرشحين الذين ينتمون إلى مراكزهم الخاصة. )
بالإضافة إلى هذه المدارس ، يمكن للمرشحين دخول المؤسسات التالية:
| مدرسة                                          | اختصار | تاريخ </br> خلق | فعال </br> (CNC 2020) | فعال </br> (CNC 2021) | فعال </br> (CNC 2022) | فعال </br> (CNC 2023) | مدينة         | خصوصية |
| ---------------------------------------------- | ------ | --------------- | --------------------- | --------------------- | --------------------- | --------------------- | ------------- | ------ |
| مدرسة الدار البيضاء المركزية                   | ECC    | 2013            |                       | 140                   |                       |                       | الدار البيضاء | مدفوع  |
| كلية الدراسات العليا في الهندسة الطبية الحيوية | ESGB   | ؟               | 200                   | 200 (</img> +0)       | 200 (</img> +0)       | 200 (</img> +0)       | الدار البيضاء | مدفوع  |
|                                                |        |                 |                       |                       |                       |                       |               |        |

يتطلب المعهد العالي للتجارة وإدارة الأعمال (ISCAE) من المرشحين MP و PSI أن يكونوا مؤهلين لاختبار CNC (اجتياز الاختبارات الكتابية) قبل إجراء الاختبارات الشفوية للمعهد.

### ENS (دورة التجميع)
قبل عام 2013 ، كان بإمكان الطلاب في الفصول التحضيرية دمج دورات التجميع Écoles normales supérieures التالية (ENS) بعد استخدام الحاسب الآلي. :
- مدرسة الدار البيضاء العليا العادية
- المدرسة العادية العليا بفاس
- المدرسة العادية العليا بمراكش
- مدرسة مرتيل العادية
- المدرسة العادية العليا بمكناس
- مدرسة الرباط العادية
- المدرسة العادية العليا للتعليم الفني في المحمدية
- المدرسة العادية العليا للتعليم الفني بالرباط

تقوم هذه الدورة بإعداد أساتذة مشاركين قادرين على التدريس في الفصول التحضيرية ، والبرنامج ومسابقات التجميع مشتركة بين فرنسا والمغرب .

## مراكز إعداد CNC[2]
L'admission dans les classes préparatoires marocaines se fait sur étude de dossier des candidatures des bacheliers des filières scientifiques, ce système est très sélectif, il se base surtout sur les notes des matières enseignées pendant le lycée en mathématiques, sciences physiques et chimiques, philosophie ، فرنسي و انكليزي.
تضاف إلى هذه القائمة مراكز خاصة أخرى للفصول التحضيرية ، لكن مرشحيها يجلسون في المسابقات في المراكز العامة.

## برنامج CNC
جميع الاختبارات تتعلق ببرامج الفصول التحضيرية المغربية للسنتين الأولى والثانية من جداول MP و PSI و TSI و BCPST.

## البراهين CNC
| أيام         | ساعات                           | مساءً                              | PSI                               | IST                                 | BCPST                             |
| ------------ | ------------------------------- | --------------------------------- | --------------------------------- | ----------------------------------- | --------------------------------- |
| يوم الخميس   | من الساعة 8:00 إلى الساعة 12:00 | الرياضيات 1 (4 ساعات)             | الرياضيات 1 (4 ساعات)             | الرياضيات 1 (4 ساعات)               | الرياضيات 1 (4 ساعات)             |
| يوم الخميس   | 3:00 مساءً حتى 5:00 مساءً         | الثقافة العربية والترجمة (ساعتان) | الثقافة العربية والترجمة (ساعتان) | الثقافة العربية والترجمة (ساعتان)   | الثقافة العربية والترجمة (ساعتان) |
| جمعة         | من الساعة 8:00 إلى الساعة 11:00 |                                   |                                   |                                     | الفيزياء (3 ساعات)                |
| جمعة         | من الساعة 8:00 إلى الساعة 12:00 | الفيزياء 1 (4 ساعات)              | الفيزياء 1 (4 ساعات)              | الفيزياء 1 (4 ساعات)                |                                   |
| جمعة         | 3:00 مساءً حتى 5:00 مساءً         | الإنجليزية (2 ساعة)               | الإنجليزية (2 ساعة)               | الإنجليزية (2 ساعة)                 | الإنجليزية (2 ساعة)               |
| السبت        | من الساعة 8:00 إلى الساعة 12:00 | الفرنسية (4 ساعات)                | الفرنسية (4 ساعات)                | الفرنسية (4 ساعات)                  | الفرنسية (4 ساعات)                |
| السبت        | 3:00 مساءً حتى 5:00 مساءً         | تكنولوجيا المعلومات (2 ساعة)      | تكنولوجيا المعلومات (2 ساعة)      | تكنولوجيا المعلومات (2 ساعة)        | تكنولوجيا المعلومات (2 ساعة)      |
| الاثنين      | من الساعة 8:00 إلى الساعة 12:00 | الرياضيات 2 (4 ساعات)             | الرياضيات 2 (4 ساعات)             | الرياضيات 2 (4 ساعات)               | الرياضيات 2 (4 ساعات)             |
| الاثنين      | 3:00 مساءً حتى 5:00 مساءً         | الكيمياء (ساعتان)                 |                                   | الكيمياء (ساعتان)                   |                                   |
| الاثنين      | 3:00 مساءً حتى 6:00 مساءً         |                                   | الكيمياء (3 ساعات)                |                                     | الكيمياء (3 ساعات)                |
| يوم الثلاثاء | من الساعة 8:00 إلى الساعة 12:00 | الفيزياء 2 (4 ساعات)              | الفيزياء 2 (4 ساعات)              | الفيزياء 2 (4 ساعات)                | علم الأحياء (4 ساعات)             |
| الأربعاء     | 07h00 to 13h00                  |                                   |                                   | التقنيات والعلوم الصناعية (6 ساعات) |                                   |
| الأربعاء     | من الساعة 8:00 إلى الساعة 12:00 | العلوم الصناعية (4 ساعات)         | العلوم الصناعية (4 ساعات)         |                                     | الجيولوجيا (4 ساعات)              |

## معاملات مكتوبة
| موضوع                     | مساءً | PSI | IST | BCPST |
| ------------------------- | ---- | --- | --- | ----- |
| الرياضيات أنا             | 7    | 5.5 | 6   | 5     |
| الرياضيات II              | 7    | 5.5 | 6   | 5     |
| الفيزياء 1                | 5    | 5.5 | 5   | 6     |
| الفيزياء II               | 5    | 5.5 | 5   |       |
| كيمياء                    | 2    | 3   | 2   | 5     |
| مادة الاحياء              |      |     |     | 6     |
| جيولوجيا                  |      |     |     | 5     |
| العلوم الصناعية           | 4    | 6   |     |       |
| التقنيات والعلوم الصناعية |      |     | 7   |       |
| علوم الكمبيوتر            | 3    | 3   | 3   | 2     |
| الثقافة العربية والترجمة  | 3    | 3   | 3   | 3     |
| فرنسي                     | 4    | 4   | 4   | 4     |
| إنجليزي                   | 3    | 3   | 3   | 3     |
| مجموع                     | 44   | 44  | 44  | 44    |

## شروط CNC
يمكن للمرشحين المسجلين في المغرب والمصرح لهم بالمشاركة في المسابقة الوطنية المشتركة الانسحاب اعتبارًا من نهاية أبريل ، دعوتهم الفردية في مركز التحضير الخاص بهم. يتلقى المرشحون الآخرون ، المغاربة في الخارج والأجانب ، دعوتهم في نفس الوقت على العنوان المحدد في ملف التقديم. تحمل هذه الدعوات رقم التسجيل الخاص بالمسابقة وعنوان المركز الذي يجب على المرشح الاتصال به.
- يتم تلقائيًا معاقبة تأخير المرشح لأحد الاختبارات بعلامة الصفر لهذا الاختبار.
- يؤدي عدم وجود مرشح في أحد اختبارات المنافسة إلى استبعاده.
- في نهاية كل اختبار كتابي ، يُطلب من جميع المرشحين ، تحت طائلة الإلغاء ، التوقيع على ورقة الحضور بعد تسليم نسختهم إلى مدير الغرفة.
- لا يجوز لأي شخص مغادرة غرفة التكوين قبل نهاية الساعة الأولى من كل حدث.
- لا يجوز لأي شخص سحب الاختبار أو أي مستند ذي صلة قبل نهايته.

## اختبار TIPE
عرض اختبار TIPE
1. الأهداف :

الغرض من اختبار TIPE (أعمال المبادرة الشخصية الخاضعة للإشراف) هو تمكين لجنة التحكيم من تقييم المرشح :
- قدرته على توثيق نفسه في موضوع علمي من اختياره (كتب مدرسية أو جامعية ، مجلات علمية حديثة ، أوراق تقنية ، إلخ) ، لفهم محتواه وإجراء توليفة نقدية.
- قدرته على عرض عمله شفهياً (إتقان وسائل التعبير) ومناقشتها مع لجنة التحكيم (القدرة على الاستماع والمناقشة).

1. اختيار الموضوع :

يعد اختبار TIPE جزءًا من اختبارات القبول (الشفوية). سيأخذ كل مرشح مؤهل TIPE في أحد الموضوعات التالية :
- الرياضيات أو الفيزياء لقطاع MP.
- الفيزياء أو العلوم الصناعية لقطاع PSI.
- العلوم والتقنيات الصناعية لقطاع TSI.
- علم الأحياء و / أو الجيولوجيا لقطاع BCPST.

سيحدد اختياره في ملف التسجيل للمسابقة الوطنية المشتركة ، على مستوى ملف TIPE. لن يتمكن تحت أي ظرف من الظروف من تغيير اختياره بعد ذلك.
المرشح حر في اختيار موضوعه الذي يجب ربطه بالموضوع الثابت.
المستوى العلمي المطلوب هو مستوى برامج السنة الأولى والثانية من الصفوف التحضيرية للمدارس الكبرى. لا تهدف TIPEs إلى تزويد المرشح بالمعرفة الفنية أو العلمية الإضافية للبرنامج. ؛ ستكون لجنة التحكيم قادرة ، من خلال أسئلتها ، على التأكد من أن المرشح قد فهم المفاهيم التي ذكرها.
قد يشير الموضوع المختار ، مع احترام الموضوع العام المطابق لموضوعه ، إلى مفاهيم من تخصصات أخرى (الكيمياء ، وعلوم الكمبيوتر ، والعلوم الصناعية ، والاقتصاد ، وعلوم الأرض ، وما إلى ذلك)
1. التحضير للاختبار :

يقوم المرشح بتحضير مادته خلال العام الدراسي. لن يتم منحه وقت استعداد محدد في يوم الحدث.
إجراءات اختبار TIPE
يستمر الاختبار حوالي 30 دقيقة ويتم إجراؤه على النحو التالي :
- 5 دقائق لقراءة ورقة TIPE من قبل لجنة التحكيم.
- بعد ذلك ، يُتاح للمرشح 10 دقائق لتقديم عمله شفوياً إلى لجنة التحكيم.
- تستخدم لجنة التحكيم 10 دقائق لطرح أسئلة على المرشح حول عمله وعرضه التقديمي.
- الدقائق الخمس المتبقية محجوزة لمداولات لجنة التحكيم.

لتقديم عرضه ، سيكون لدى المرشح لوحة وجهاز عرض فيديو. يجوز له استخدام عروض الشرائح التي أعدها مسبقًا ، وكذلك الرسومات أو الصور الفوتوغرافية التي يراها مفيدة لتوضيح ملاحظاته. لن يجري أي تجارب أمام هيئة المحلفين ، ولكن قد يذكر أي تجارب قد يكون أجرىها خلال العام.
ستأخذ العلامة في الاعتبار محتوى العرض التقديمي (الدقة العلمية ، الثراء الوثائقي ، توليف المعلومات ، التفكير النقدي) وخصائص الاتصال (الطلاقة في التعبير الشفهي ، بناء العرض التقديمي ، استخدام السبورة أو وسائط الشرائح ، القدرة على إقناع السلوك أثناء الحوار مع هيئة المحلفين).

## المذكرات و المراجع
1. ↑  ": : Portail eCPGE : :". cpge.ac.ma. مؤرشف من الأصل في 2023-05-17. اطلع عليه بتاريخ 2021-03-31..
2. ↑  "RapRentrée2122" (pdf). مؤرشف (PDF) من الأصل في 2023-06-05.

## انظر كذلك

### روابط داخلية
- التدريب الهندسي بالمغرب
- مدرسة كبيرة
- École normale supérieure </img>

### روابط خارجية
- قسم الحاسب الآلي بوزارة التعليم العالي والبحث العلمي والتدريب التنفيذي
- CNC المغربي CPGEs
- مديرية التدريب التنفيذي (رابط معطل - اختفاء الموقع)